# 부주석
부주석(副主席)은 사회주의 국가에서 주석 다음의 지위를 가진다.

## 상세
대한민국 임시 정부 헌정사에서는 제4차개헌(1927.3.5) 때부터 주석제를 채택하여 부주석을 두지 않았으나, 제5차개헌(1944.4.22) 때 주석·부주석제로 바뀌면서 부주석이 생기게 되었다.
주석제는 국무위원 집단지도체제를 원칙으로 하기 때문에 부주석이라는 제도의 필요성이 별로 없다. 그러나 제5차개헌에서 부주석제를 신설한 것은, 정치 운영상의 필요에 의해서라기보다는 일찍이 초대 내각의 외무·학무총장을 역임하면서 중요한 인물로 활약한 바 있는 민혁당의 영수인 김규식(金奎植)의 임시정부에의 복귀에 따라 마련된 것으로서 독립 운동가들의 결속을 도모하기 위해서였다.
제5차 임시헌법 제33조에서 “부주석은 국무위원 회의에 열석하여 발언할 수 있고 표결권은 없지만 주석의 유고시에 그 권한을 대행한다.”라고 규정하여 부주석은 국무위원보다 권한이 없는 것처럼 되어 있다. 그러나 부주석에 김규식이 선임됨으로써 실제적으로는 김구(金九)와 함께 임시정부를 이끌어나갔다.

## 같이 보기
- 부통령
- 부총독
- 베트남의 국가부주석
- 중화인민공화국의 부주석
- 라오스의 부주석